# Zaitunia martynovae
Zaitunia martynovae is een spinnensoort in de taxonomische indeling van de spleetwevers (Filistatidae).
Het dier behoort tot het geslacht Zaitunia. De wetenschappelijke naam van de soort werd voor het eerst geldig gepubliceerd in 1969 door Andreeva & Tyschchenko.